# Walter Prevenier
Walter Prevenier (Zelzate, 25 september 1934) is een Belgisch historicus, gespecialiseerd in geschiedenis van de middeleeuwen, paleografie en oorkondeleer. Tot 1999 was hij gewoon hoogleraar aan de Universiteit Gent, waar hij historische kritiek doceerde. Hij was gasthoogleraar aan tal van buitenlandse universiteiten. Prevenier is buitenlands lid van de Koninklijke Nederlandse Akademie van Wetenschappen (domein Geesteswetenschappen) in Amsterdam, en van de  Medieval Academy of America, Cambridge (Mass., USA).

## Academische carrière
Walter Prevenier werd in 1956 licentiaat geschiedenis aan de Universiteit Gent met een scriptie bij prof. Hans Van Werveke over Vlaanderen onder Filips de Stoute. De standenvertegenwoordiging. Het optreden van Filips de Stoute ten overstaan van het graafschap en van de verschillende groeperingen van de bevolking. Hij behaalde terzelfder tijd aan de UGent het diploma van geaggregeerde Hoger secundair onderwijs geschiedenis.
In 1959 slaagde hij in het archiefexamen van kandidaat-archivaris-paleograaf in het Algemeen Rijksarchief in Brussel.
In 1962 promoveerde hij er bij prof. Egied Strubbe tot Doctor in de Letteren en Wijsbegeerte, groep Geschiedenis, met een proefschrift over Het oorkondenwezen der graven van Vlaanderen (1191-begin 1206). Een diplomatisch-paleografische studie met kritische tekstuitgave.
Prevenier werd specialist in de geschiedenis van de middeleeuwen.
In januari 1957 begon hij zijn loopbaan aan de UGent als assistent bij de professoren Strubbe en Van Werveke. In 1962 werd hij er werkleider, en in juli 1967 werd hij ook deeltijds docent Latijnse paleografie in de licenties geschiedenis en klassieke filologie. Hij startte er de cursussen Oorkondeleer, Paleografie en Inleiding tot de historische kritiek en werd eind 1967 fulltime docent. In oktober 1971 volgde zijn benoeming tot hoogleraar, met de leerstoel Hulpwetenschappen en methodologie der geschiedenis. In oktober 1999 ging hij aan de UGent met emeritaat.
Aan de Vrije Universiteit Brussel was hij in november 1966 ook benoemd tot deeltijds docent voor de cursus Oorkondeleer der middeleeuwen. Van 1971 tot oktober 1996 was hij aan de VUB buitengewoon hoogleraar, titularis van de cursus Paleografie in de licenties geschiedenis en Germaanse filologie.
Walter Prevenier stond aan de Gentse universiteit bekend als een bijzonder gesmaakt lesgever en een goedlachse en sympathieke persoonlijkheid. Zijn auditoria zaten steeds bomvol.
Prevenier bekleedde aan de Universiteit Gent een aantal nevenfuncties:
- Hij was decaan van de Faculteit Letteren en Wijsbegeerte voor de academiejaren 1984-1985 en 1985-1986.
- Hij was voorzitter van de dienst Public Relations van de UGent van 1989 tot 1992.
- Hij was lid van de Raad van Bestuur van de UGent voor de academiejaren 1989-90, 1990-91 en 1991-92.
- Hij werd voorzitter van het Huldecomité voor het Liber Amicorum prof. dr. Adriaan Verhulst.
- In januari 2003 werd hij lid van een adviescommissie van de UGent, belast met de redactie van een 'Antidiscriminatieverklaring'.
- In 2005-2006 was hij lid van een adviescommissie van de UGent, belast met de redactie van een ‘Code voor gebruikers van terreinen, lokalen en infrastructuur’.

## Internationale carrière
Al in 1968 gaf Prevenier gastcolleges aan de Universiteit Utrecht.
Hij was gasthoogleraar aan een hele reeks Amerikaanse universiteiten: Berkeley (1983 en 2004), Rutgers (New Jersey) (1987 en 1989), Universiteit van Pennsylvania in Philadelphia (1989), Columbia-universiteit in New York (1993, 2000, 2001), College of William and Mary, Williamsburg (Virginia) (1999, 2000), Princeton-universiteit (2000), University of California Los Angeles (UCLA), waar hij in 2008 een undergraduate seminar verzorgde over Golden Ages in the Low Countries (15e en 17e eeuw) en een graduate seminar over The Social Position of Women in Medieval Low Countries. Zijn gasthoogleraarschap in de UCLA was de start van de nieuwe Anthony van Dyck-leerstoel die de Vlaamse regering daar in 2007 had opgericht, naar analogie met de Rubens-leerstoel aan de University of California in Berkeley. Zijn laatste gasthoogleraarschap ging door in de Columbia-universiteit te New York, van januari tot mei 2011; als titularis van de Queen Wilhelmina Chair gaf hij er een cursus over het thema People before the Court: popular culture in the late medieval Low Countries.
Als member van de School of Historical Studies van het Institute for Advanced Study in Princeton (New Jersey) verbleef Prevenier daar voor studiedoeleinden van september tot december 1996 en van januari tot maart 1999.

## Activiteiten in historische organisaties
- Prevenier was actief in het OSGG (de vereniging van de Oud-studenten Geschiedenis aan de Universiteit Gent), als penningmeester (1959-1961) en redacteur (1965-1973).

Hij speelde een rol in een groot aantal prestigieuze historische organisaties:
- Van de Commission Internationale de Diplomatique werd hij in 1973 lid, in 1983 lid van het bureau, in augustus 1990 secretaris en in 1999 president.
- Op 20 juni 1981 werd hij benoemd tot lid van de Koninklijke Commissie voor Geschiedenis; van 27 februari 1982 tot 1999 was hij er de secretaris-penningmeester van.
- In 1985 werd hij verkozen tot Corresponderend lid en in 1999 tot volwaardig lid van de Koninklijke Academie voor Wetenschappen, Letteren en Schone Kunsten van België (Klasse der Letteren).
- Op 3 januari 1989 werd hij lid van de Academia Europaea, Cambridge (Engeland).
- Op 4 februari 1992 werd hij Corresponding Fellow van de Medieval Academy of America, Cambridge (Mass., USA).
- Sinds 1995 was hij lid en van 1996 tot 1999 voorzitter van de Raad van Bestuur van de Academia Belgica, Rome - Brussel.
- In mei 1996 werd hij Corresponding Fellow van de Royal Historical Society te Londen.
- Sinds 1996 is hij buitenlands lid van de Koninklijke Nederlandse Akademie van Wetenschappen (domein Geesteswetenschappen) in Amsterdam.

## Activiteiten buiten de geschiedenis
- Prevenier was van 1965 tot 1979 algemeen secretaris van het Willemsfonds.
- Hij was stichtend lid en ondervoorzitter van de Unie van Vrijzinnige Verenigingen (1971-1979).
- Van 1973 tot 1979 was hij lid van het hoofdbestuur van het Overlegcentrum van Vlaamse Verenigingen.
- Vanaf 1974 was hij lid van de beheerraad van de Stichting Het Laatste Nieuws; van 1990 tot 2020 was hij werd er de voorzitter van.

## Onderscheidingen
Walter Prevenier behaalde in zijn carrière een reeks onderscheidingen. Een selectie:
- In 1956 werd hij laureaat van de jaarlijkse André Schaepdrijverprijs voor de beste licentiaatsverhandeling in de geschiedenis aan de UGent, uitgereikt door het OSGG.
- In 1958 kreeg hij de Prijs voor Geschiedenis, uitgereikt door de provincie Oost-Vlaanderen.
- Op 8 januari 1988 werd hij Commandeur in de Kroonorde, en op 8 april 1976 Officier in de Leopoldsorde.
- Hij ontving een Burgerlijke medaille Eerste klas op 18 augustus 1982, en het Burgerlijk Kruis Eerste Klas op 6 april 1993.
- In mei 1990 ontving hij de Prijs Herman Vanderpoorten voor "ideologische en ethische integriteit".
- In 2003 werd hij benoemd tot ereburger van zijn geboorteplaats Zelzate.
- Op 9 mei 2005 kreeg hij de Prijs Anton Bergmann 2000-2004, uitgereikt door de Académie Royale des Sciences, des Lettres et des Beaux-arts de Belgique, als coördinator-auteur van de ‘Geschiedenis van Deinze’.
- Hij ontving de Phyllis Goodhart Gordan Book Prize van de Renaissance Society of America, Cambridge (Mass., USA) voor zijn boek uit 2015: Honor, Vengeance, and Social Trouble: Pardon Letters in the Burgundian Low Countries.

## Publicaties
- Handelingen van de Leden en van de Staten van Vlaanderen (1384-1405). Excerpten uit de rekeningen der steden, kasselrijen en vorstelijke ambtenaren, Brussel: Koninklijke Commissie voor Geschiedenis, in 4º reeks, 1959, XXXVI+488 p.
- De Leden en de Staten van Vlaanderen (1384-1405), Brussel: Verhandelingen van de Koninklijke Vlaamse Academie voor Wetenschappen, Letteren en Schone Kunsten van België, Klasse der Letteren, Verhandeling nr. 43, 1961, XXXIV+420 p.
- De oorkonden der graven van Vlaanderen (1191-aanvang 1206). I. Diplomatisch paleografische inleiding, Brussel: Koninklijke Commissie voor Geschiedenis, Verzameling van de Akten der Belgische Vorsten, in 4º reeks, 1966, XXIV+630 p.
- De oorkonden der graven van Vlaanderen (1191-aanvang 1206). II. Uitgave, Brussel: Koninklijke Commissie voor Geschiedenis, Verzameling van de Akten der Belgische Vorsten, in 4º reeks, 1964, 654 p.
- Liber Memorialis. 50 jaar afgestudeerden in de geschiedenis aan de Rijksuniversiteit Gent (1920-1969), Gent: Uitgave O.S.G.G. nr. 20, 1970, 88 p.
- De oorkonden der Graven van Vlaanderen (1191-aanvang 1206). III. Documentatie en indices, Brussel: Koninklijke Commissie voor Geschiedenis, Verzameling van de Akten der Belgische Vorsten, in 4º reeks, 1971, 309 p.
- Chronologie, Brugge - Assebroek: Westvlaams Verbond van Kringen voor Heemkunde, s. d. [1976](cursus voor heemkundige vorsers)
- Algemene inleiding tot de historische kritiek, Gent: Uitg. Verbond van de Kringen voor Heemkunde in Oost-Vlaanderen, 1977, 21 p.
- Facetten van de vrijzinnigheid in Vlaanderen anno 1978, Gent, 1978, 64 p.
- (samen met Wim Blockmans), De Bourgondische Nederlanden, (met een woord vooraf door R. Vaughan, hoogleraar Rijksuniversiteit Groningen), Antwerpen: Mercatorfonds, 1983, 406 p. - Ook: Les Pays Bas Bourguignons, Paris: Ed. Albin Michel, 1983, 408 p. - Ook: The Burgundian Netherlands, Cambridge University Press, 1985, 405 p. - Ook: Die Burgundische Niederlände, Weinheim: Verlag Chemie, Acta Humaniora, 1986, 405 p.
- Diplomatica et Sigillographica. Travaux préliminaires de la Commission Internationale de Diplomatique et de la Commission Internationale de Sigillographie pour une normalisation des éditions internationales des éditions de documents et un Vocabulaire international de la Diplomatique et de la Sigillographie, Zaragoza, 1984, 221 p.
- (samen met J. G. Smit), Bronnen voor de geschiedenis der dagvaarten van de Staten en Steden van Holland voor 1544. Deel I.2 [Teksten] 1276-1433, 's Gravenhage: Rijks Geschiedkundige Publicatiën, Grote Serie 202, 1987, 797 p.
- (samen met Wim Blockmans), In de ban van Bourgondië, Houten: Fibula-Unieboek, Geschiedenis en cultuur paperbacks, 1988, 174 p.
- Nouveau Wauters. I. Introduction, bibliographie, microfiches; II. Index topographique [2 vol.]; III. Index onomastique, Bruxelles - Louvain-la-Neuve: [coédition] Commission Royale d'Histoire - Cetedoc, 1989, zonder paginering (in samenwerking met Paul Tombeur en Philippe Demonty)
- (samen met J.G. Smit), Bronnen voor de geschiedenis der dagvaarten van de Staten en steden van Holland voor 1544, deel I.1 [Inleiding, lijsten en indices] 1276-1433, 's Gravenhage: Rijks Geschiedkundige Publicatiën, Grote Serie 201, 1991, XXVI+286 p.
- Uit goede bron. Introductie tot de historische kritiek, Leuven-Apeldoorn: uitg. Garant, 1992, 224 p. - 2de onveranderde druk, 1993 - 3de onveranderde druk, 1994 - vierde herziene druk, 1985 - 5de onveranderde druk, 1996 - zesde herziene druk, 1998 - zevende herziene druk, 2000 - tiende druk, 2008
- Het historisch en kunsthistorisch onderzoek aan de Vlaamse universiteiten. Een dwarsdoorsnede, [Commissieverslag maart 1993. Vl.I.R. -project: Evaluatie van wetenschappelijk onderzoek], Brussel: uitg. Vl.I.R., 1993, 149 p. (in samenwerking met E. Vanhaute e.a.)
- Notarial Instruments in Flanders between 1280 and 1452, Brussel: Koninklijke Commissie voor Geschiedenis, groot in-octavo reeks, 1995, XXVIII+350 p. (in samenwerking met James M. Murray en Michel Oosterbosch)
- (samen met Wim Blockmans), De Bourgondiërs. De Nederlanden op weg naar eenheid. 1384-1530, Amsterdam - Leuven: Meulenhoff Monografieën over Europese cultuur, 1997, 288 p. - Tweede druk 2000, 288 p.
- Prinsen en poorters. Beelden van de laat-middeleeuwse samenleving in de Bourgondische Nederlanden, 1384-1530, Antwerpen: Mercatorfonds, 1998, 414 p. (in samenwerking met Th. de Hemptinne, M. Boone, M.-Th. Caron, W. Blockmans e.a.) - Ook: Le prince et le peuple. Images de la société du temps des ducs de Bourgogne, 1384-1530, Anvers: Fonds Mercator, 1998, 414 p.
- (samen met David Nicholas), Gentse stads- en baljuwsrekeningen (1365-1376), Brussel: Koninklijke Commissie voor Geschiedenis, in 4º reeks, 1999, XXX+540 p.
- (samen met Wim Blockmans), The Promised Lands. The Low Countries Under Burgundian Rule, 1369-1530, Philadelphia: University of Pennsylvania Press, 1999, XVIII+286 p.
- From Reliable Sources. An Introduction to Historical Methods, Ithaca - London: Cornell University Press, 2001, 207 p. (in samenwerking met Martha Howell)
- Geschiedenis van Deinze. Deel 1. Deinze en Petegem in de Middeleeuwen en de Nieuwe Tijden, Deinze, Stadsbestuur Deinze en Kring voor Geschiedenis en Kunst van Deinze en de Leiestreek, 2003, X+476 p. (in samenwerking met Romain Van Eenoo)
- Geschiedenis van Deinze. Deel 2. Deinze en Petegem in de 19e en 20e eeuw, Deinze: Stadsbestuur Deinze en Kring voor Geschiedenis en Kunst van Deinze en de Leiestreek, 2005, X+583 p. (in samenwerking met Romain Van Eenoo)
- Geschiedenis van Deinze. Deel 3. Het platteland en de dorpen in Deinze, Deinze: Stadsbestuur Deinze en Kring voor Geschiedenis en Kunst van Deinze en de Leiestreek, 2007, X+732 p. (in samenwerking met Romain Van Eenoo en Erik Thoen)
- Honor, Vengeance, and Social Trouble. Pardon Letters in the Burgundian Low Countries, Ithaca - London: Cornell University Press, 2015, (in samenwerking met Peter Arnade)
- Onze gratie en genade. Misdaad en vergiffenis in de Bourgondische Nederlanden, Antwerpen – Utrecht: ed. Houtekiet – Omniboek, 2015, (in samenwerking met Peter Arnade)
- Diplomata Belgica. Les sources diplomatiques des Pays-Bas méridionaux aux Moyen Âge, Brussel: Koninklijke Commissie voor Geschiedenis, www.diplomata-belgica.be, permanent in bewerking sedert 2015 (in samenwerking met Thérèse de Hemptinne, Jeroen Deploige en Jean-Louis Kupper, eds.)
- Herman De Croo. Visionair liberaal. 50 jaar in het Parlement. Een maatschappelijk bewogen leven, Brussel - Gent: ed. VUBpress en Liberaal Archief/Liberas, 2018, 408 p.

## Bio-/bibliografie
- Wim Blockmans, Marc Boone, Thérèse de Hemptinne: Secretum scriptorum. Liber alumnorum Walter Prevenier, Leuven - Apeldoorn: Garant, 1999, 382 p.
- Wim Blockmans, Marc Boone, Thérèse de Hemptinne: Pectus est quod disertos facit. Walter Prevenier 80, Gent: Academia Press, 133 p.